# 蒙拉贝
蒙拉贝（法語：Montrabé，法語發音：[mɔ̃ʁabe]）是法国上加龙省的一个市镇，属于图卢兹区。

## 地理
蒙拉贝（43°38'33"N, 1°31'30"E）面积5.23 平方千米，位于法国奧克西塔尼大區上加龙省，该省份为法国西南部内陆省份，西南端与西班牙接壤，自此顺时针与上比利牛斯省、热尔省、塔恩-加龙省、塔恩省、奥德省和阿列日省接壤。
与蒙拉贝接壤的市镇（或旧市镇、城区）包括：鲁菲亚克托洛桑、巴尔马、博皮、蒙杜济勒、潘巴尔马、圣让、吕尼永。

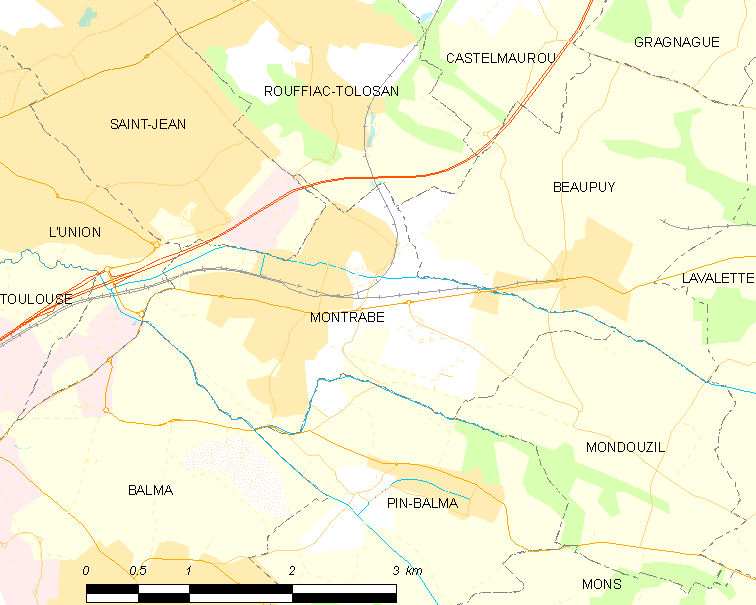
蒙拉贝的OSM定位图

蒙拉贝的时区为UTC+01:00、UTC+02:00（夏令时）。

## 行政
蒙拉贝的邮政编码为31850，INSEE市镇编码为31389。

## 政治
蒙拉贝所属的省级选区为图卢兹第十县。

## 人口

1962-2008年间蒙拉贝人口变化图示

蒙拉贝于2022年1月1日时的人口数量为4322人。

## 图集

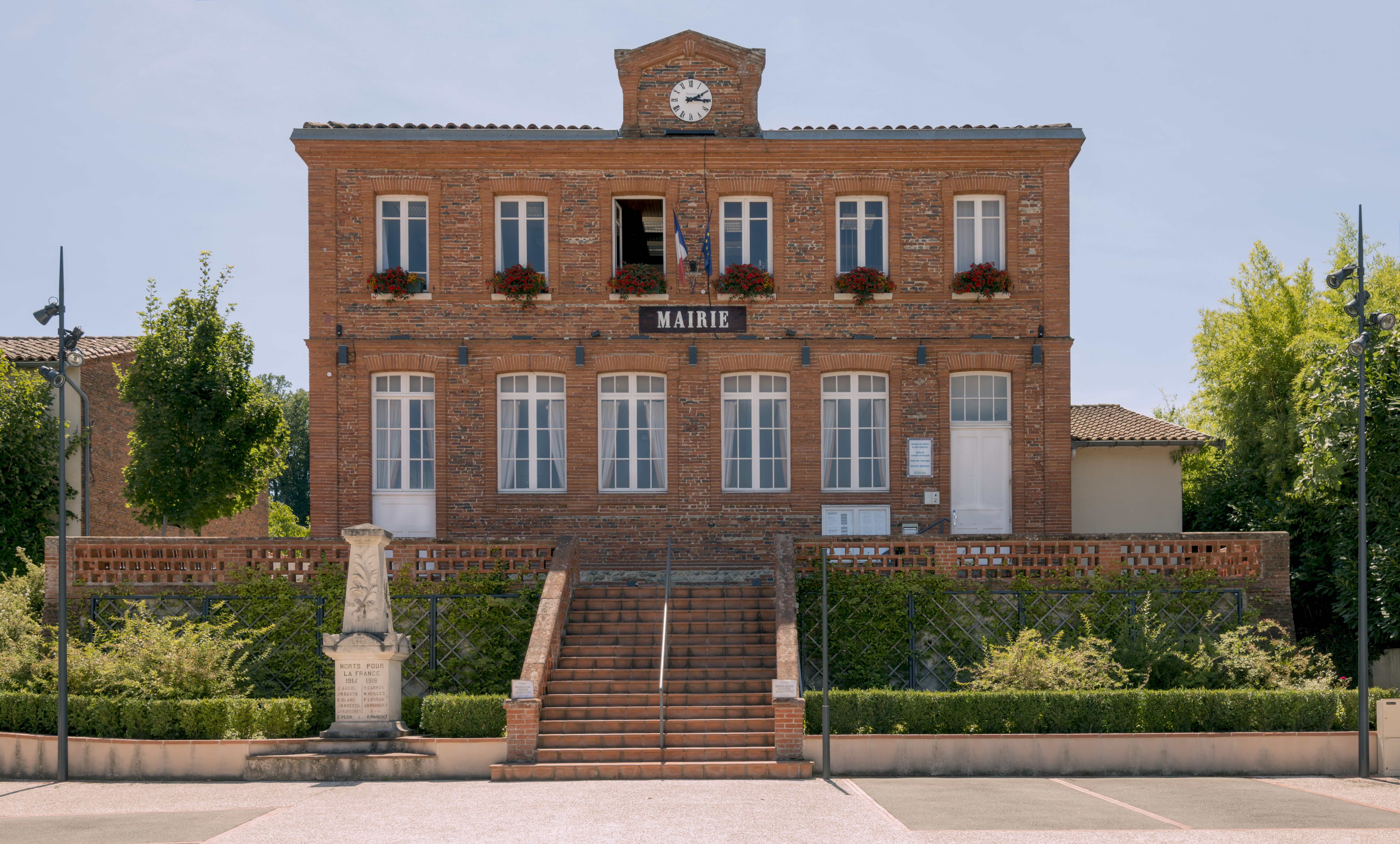
市政厅
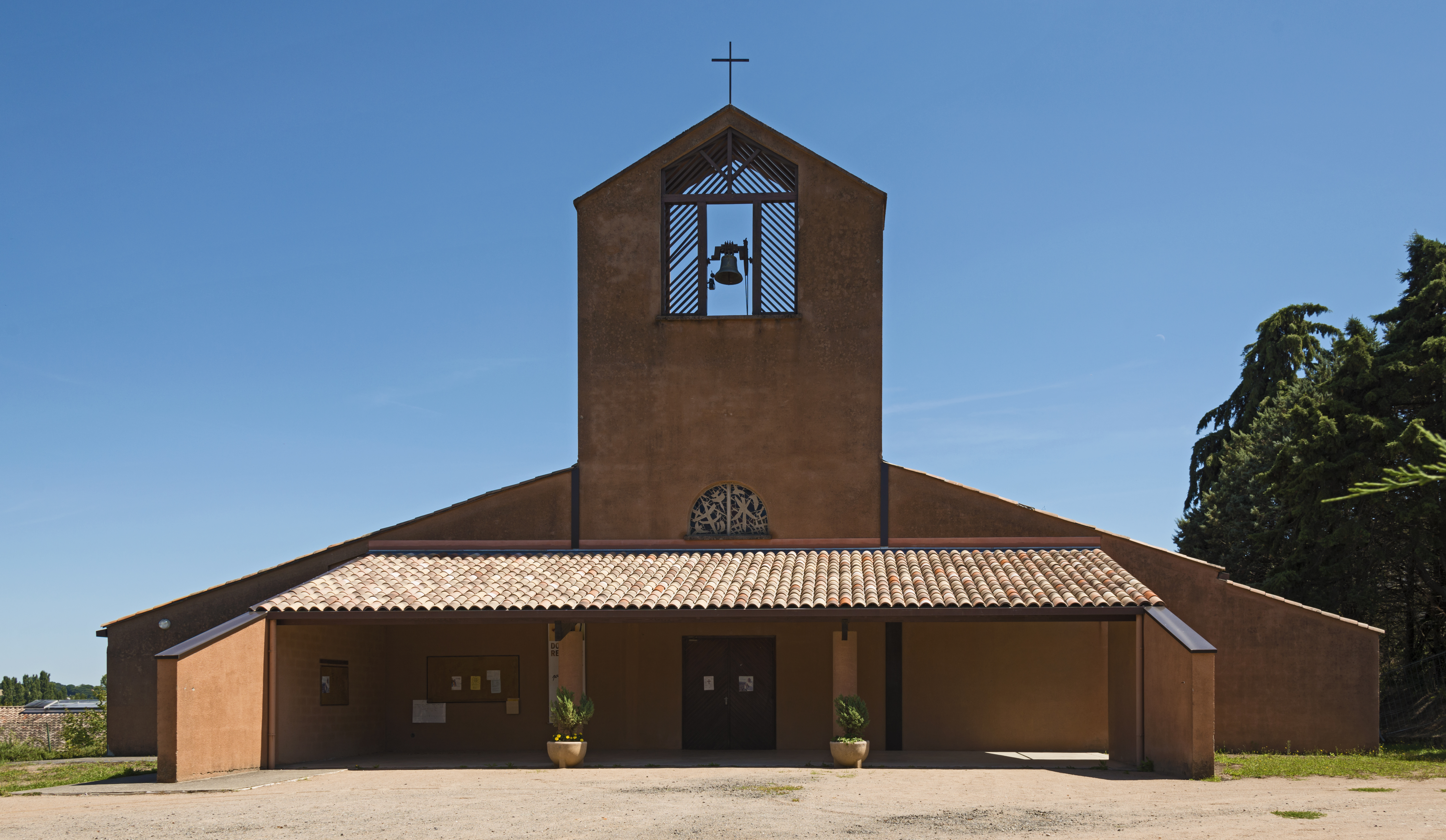
圣马夏尔教堂